# Trachymyrmex fiebrigi
Trachymyrmex fiebrigi är en myrart som först beskrevs av Santschi 1916.  Trachymyrmex fiebrigi ingår i släktet Trachymyrmex och familjen myror. Inga underarter finns listade i Catalogue of Life.